# Mário Spaki
Mário Spaki (ur. 14 grudnia 1971 w Irati) – brazylijski duchowny katolicki, biskup Paranavaí od 2018.

## Życiorys
3 sierpnia 2003 otrzymał święcenia kapłańskie i uzyskał inkardynację do diecezji Ponta Grossa. Po krótkim stażu wikariuszowskim został rektorem części filozoficznej diecezjalnego seminarium. W 2013 objął funkcję sekretarza wykonawczego przy radzie biskupów regionu Sul 2.
25 kwietnia 2018 papież Franciszek mianował go biskupem diecezji Paranavaí. Sakry udzielił mu 22 czerwca 2018 biskup Sérgio Arthur Braschi.